# Wahlkreis Westviipuri
Der Wahlkreis Westviipuri war von 1907 bis 1939 einer von zunächst 16, ab 1936 15 finnischen Wahlkreisen für die Wahlen zum finnischen Parlament. Nachdem der größte Teil des Territoriums des Wahlkreises im Winterkrieg und endgültig nach dem Fortsetzungskrieg verloren gegangen war, wurde der Wahlkreis für die Wahl 1945 in Westkymi umbenannt. Bei den Parlamentswahlen stehen jedem Wahlkreis orientiert an der Einwohnerzahl eine bestimmte Anzahl von Mandaten im Parlament zu, dem Wahlkreis Westviipuri standen 1907 bis 1916 13 Sitze zu, 1917 bis 1924 17 Sitze, 1927 bis 1933 16 Sitze, 1936 und 1939 17 Sitze. Der Wahlkreis Westkymi, in dem die ehemaligen Einwohner des Wahlkreises weiter wahlberechtigt blieben, stellte 15 Sitze. Ab der Wahl 1948 wurde der Wahlkreis Westkymi mit dem Wahlkreis Ostkymi, dem Nachfolger des Wahlkreises Ostviipuri, zum Wahlkreis Kymi zusammengefasst. Dieser bestand bis 2011, zur Wahl 2015 wurde er mit dem Wahlkreis Südsavo zum Wahlkreis Südostfinnland zusammengelegt.